# Sergio Loro Piana
Sergio Loro Piana (Milano, 24 maggio 1948 – Milano, 20 dicembre 2013) è stato un imprenditore italiano, vicepresidente e amministratore delegato dell'omonima azienda tessile, leader mondiale del cashmere.

## Biografia
La sua attività imprenditoriale continua nel solco tracciato dalla famiglia Loro Piana, originaria di Trivero e specializzata nel commercio dei panni di lana sin dall’inizio dell’Ottocento. 
Negli anni settanta Sergio subentra al padre Franco nella gestione aziendale, alternandosi ogni tre anni con il fratello Pier Luigi alla presidenza.  I loro prodotti principali sono i tessuti in lane extra fini, cashmere, vicuña e Tasmanian, lane della Tasmania e marchio esclusivo dell'azienda. 
Dagli anni novanta ha inizio lo sviluppo retail: Loro Piana apre negozi in tutto il mondo sviluppando nel tempo una rete di 130 boutique.
L'8 luglio 2013 Loro Piana entra a far parte del Gruppo LVMH con l'acquisto (per 2 miliardi di euro, debiti compresi) da parte del colosso francese dell'80% dell'azienda italiana dichiarando che «con spirito di continuità e nel rispetto assoluto dei valori fondamentali della maison italiana e in previsione dello sviluppo dell'attività, Loro Piana inizia la sua integrazione nel gruppo Lvmh». Antoine Arnault viene così nominato presidente del consiglio di amministrazione mentre Sergio e Pier Luigi Loro Piana assumono l'incarico di vicepresidenti. Pochi mesi più tardi, in dicembre, a 69 anni Sergio Loro Piana, malato, muore.

## Vita privata
Sposato con Luisa, tre figli, passione per i cavalli e la barca a vela.

## Archivio
L'archivio Loro Piana è stato depositato presso l'Archivio di Stato di Vercelli intorno agli anni Ottanta. Le informazioni provengono dal "Censimento degli archivi d'impresa in Piemonte" realizzato nel 2010 dalla Fondazione Istituto piemontese Antonio Gramsci, nell'ambito dell'Accordo di valorizzazione del patrimonio archivistico piemontese tra il Ministero per i Beni e Attività culturali e la Regione Piemonte.
L'archivio comprende per lo più documentazione amministrativa e finanziaria legata alla produzione dell'azienda.